# 北海道武藏女子短期大学
北海道武藏女子短期大学（日语：／ Hokkaidō Musashi Joshi Tankidaigaku *），简称武藏短大，是一所位于日本北海道札幌市北区的私立短期大学。

## 概要

### 简介
- 短期大学成立于1967年开办[1]，由学校法人北海道武藏女子学园经营。

### 历史
- 1967年 北海道武藏女子短期大学成立并同时设置一个学科即教养学科[2]。
- 1974年 英文学科成立[2]。
- 1995年 经济学科成立[2]。

### 宪章
- 请参看北海道武藏女子短期大学的标志（页面存档备份，存于） （日語） 2014年2月8日阅览。

## 学校环境
- 校区：在北海道札幌市北区

## 历任校长
- 宫本和吉：第一代短期大学校长[3]。
- 内田和男：现在短期大学校长[1]

## 组织

### 学科
- 教养学科
- 英文学科
- 经济学科

### 专科
- 没有

### 业余课程
- 没有

### 附属机关
- 图书馆[4]
- 儿童图书馆[5]
- 群体学习支援中心[注 1][6]

## 知名校友
- 竹本相良：女时装模特儿
- 若林圣子：女无线电演员
- 高田まゆみ：女无线电演员